# Malu de Bicicleta
Malu de Bicicleta é um romance escrito pelo autor brasileiro Marcelo Rubens Paiva, em 2004.
No livro, Luiz, um conquistador assumido, apaixona-se por Malu, e os dois acabam por se casar. O relacionamento entre Luiz e Malu é abalado pelas suspeitas de que Malu estaria traindo Luiz com um amante carioca.

## Literatura para mulheres
Marcelo Rubens Paiva aponta numa Coluna para o Estadão  que quatro livros surgiram, Malu de Bicicleta,  "O Homem Que Conhecia Mulheres", "A Segunda Vez Que Te Conheci" e "As Verdades Que Ela Não Diz", devido ao fato de que a editora Isa Pessoa fomentava a escrita de livros que tratasse de mulheres, uma vez que dizia que Paiva entendia da alma feminina e o público feminino apreciaria ler a visão sobre elas. 